# Tchórz (film)
Tchórz (ang. Tol'able David) – amerykański film z 1921 roku w reżyserii Henry'ego Kinga.

## Wyróżnienia
| Data wpisania | National Film Registry |
| ------------- | --- |
| 2007          | Lista filmów budujących dziedzictwo kulturalne USA utworzona przez National Film Preservation Board i przechowywana w Bibliotece Kongresu Stanów Zjednoczonych |